# پواوتیلا
پُواوتیلا (به فنلاندی: Puotila) یک منطقهٔ مسکونی در فنلاند است که در هلسینکی واقع شده‌است.